# Skarga na czynności komornika
Skarga na czynności komornika – środek zaskarżenia w postępowaniu egzekucyjnym. Pełni rolę środka ochrony interesów stron w tym postępowaniu i prawidłowego przebiegu egzekucji.
Przysługuje na wszystkie czynności komornika, jeżeli przepis procesowy nie przewiduje innego środka prawnego, w tym także na zaniechanie czynności, której powinien dokonać, lub odmowę dokonania takiej czynności.
Składa się ją do sądu właściwego dla siedziby kancelarii komornika. Jeżeli do prowadzenia egzekucji został wybrany komornik poza właściwością ogólną, skargę rozpoznaje sąd, który byłby właściwy według ogólnych zasad. Może złożyć ją strona procesowa lub inna osoba, której prawa zostały naruszone lub zagrożone. Od 1 stycznia 2019 r. dopuszcza się złożenie skargi na urzędowym formularzu. Przy pierwszej czynności (co do zasady) należy dłużnikowi doręczyć ten formularz (jeżeli czynność wykonuje się poza kancelarią komornika, doręcza się go także wierzycielowi i uczestnikom postępowania).
Skargę wnosi się do sądu w terminie tygodniowym od dnia dokonania czynności, gdy strona lub osoba, której prawo zostało przez czynność komornika naruszone bądź zagrożone, była przy czynności obecna lub była o jej terminie zawiadomiona, w innych wypadkach – od dnia zawiadomienia o dokonaniu czynności strony lub osoby, której prawo zostało przez czynność komornika naruszone bądź zagrożone, a w braku zawiadomienia – od dnia, w którym czynność powinna być dokonana.
Skarga powinna czynić zadość wymaganiom pisma procesowego oraz dodatkowo określać zaskarżoną czynność lub czynność, której zaniechano oraz wniosek o zmianę, uchylenie lub dokonanie czynności wraz z uzasadnieniem.
Gdy skarżący wniesie skargę po upływie przypisanego terminu, nieopłaconą lub z innych przyczyn niedopuszczalną, jak również nie uzupełni w wyznaczonym terminie braków – sąd odrzuci skargę. Na postanowienie sądu o odrzuceniu służy zażalenie.
Należy pamiętać, że na postanowienie sądu II instancji rozpoznającego takie zażalenie – skarga kasacyjna do Sądu Najwyższego nie przysługuje w myśl art. 7674 § 2 KPC.